# Paralympische Zomerspelen 2000
De XIe Paralympische Zomerspelen werden in 2000 in Sydney, Australië gehouden, waar ook dat jaar de Olympische Spelen werden gehouden.

## Medaillespiegel
Het IPC stelt officieel geen medaillespiegel op, maar geeft desondanks een medailletabel ter informatie. In de spiegel wordt eerst gekeken naar het aantal gouden medailles, vervolgens de zilveren medailles en tot slot de bronzen medailles.
De onderstaande tabel geeft de top-10, aangevuld met België en Nederland. In de tabel heeft het gastland een blauwe achtergrond.
| Plaats | Land             | NPC | Goud | Zilver | Brons | Totaal |
| 1      | Australië        | AUS | 63   | 39     | 47    | 149    |
| 2      | Groot-Brittannië | GBR | 41   | 43     | 47    | 131    |
| 3      | Canada           | CAN | 38   | 33     | 25    | 96     |
| 4      | Spanje           | ESP | 38   | 30     | 38    | 106    |
| 5      | Verenigde Staten | USA | 36   | 39     | 34    | 109    |
| 6      | China            | CHN | 34   | 22     | 17    | 73     |
| 7      | Frankrijk        | FRA | 30   | 28     | 28    | 86     |
| 8      | Polen            | POL | 19   | 22     | 12    | 53     |
| 9      | Zuid-Korea       | KOR | 18   | 7      | 7     | 32     |
| 10     | Duitsland        | GER | 16   | 41     | 38    | 95     |
|        |                  |     |      |        |       |        |
| 15     | Nederland        | NED | 12   | 9      | 9     | 30     |
|        |                  |     |      |        |       |        |
| 42     | België           | BEL | 1    | 4      | 4     | 9      |

## Deelnemende landen

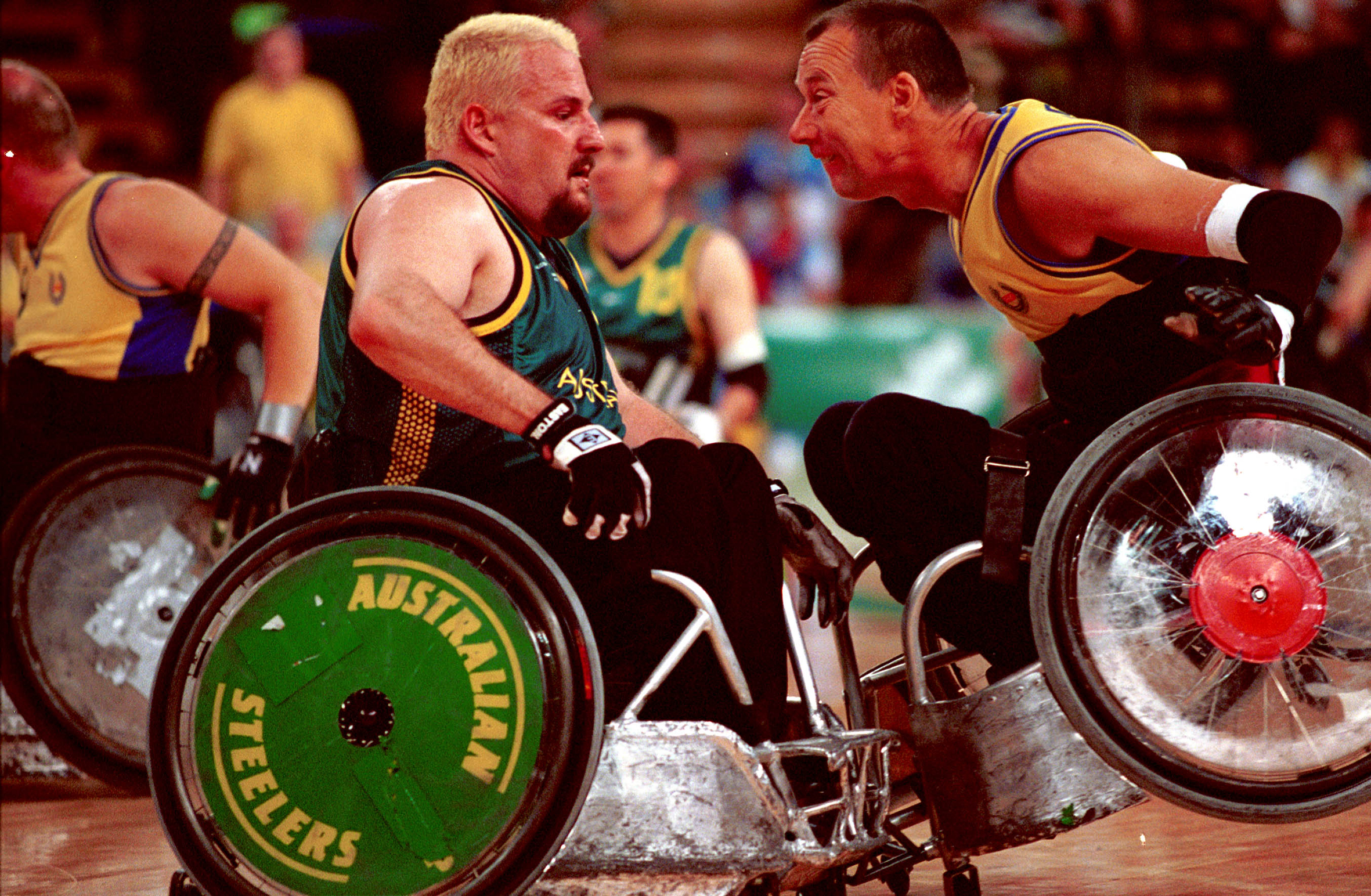
Ruby wedstrijd tijdens de Paralympische Zomerspelen 2000

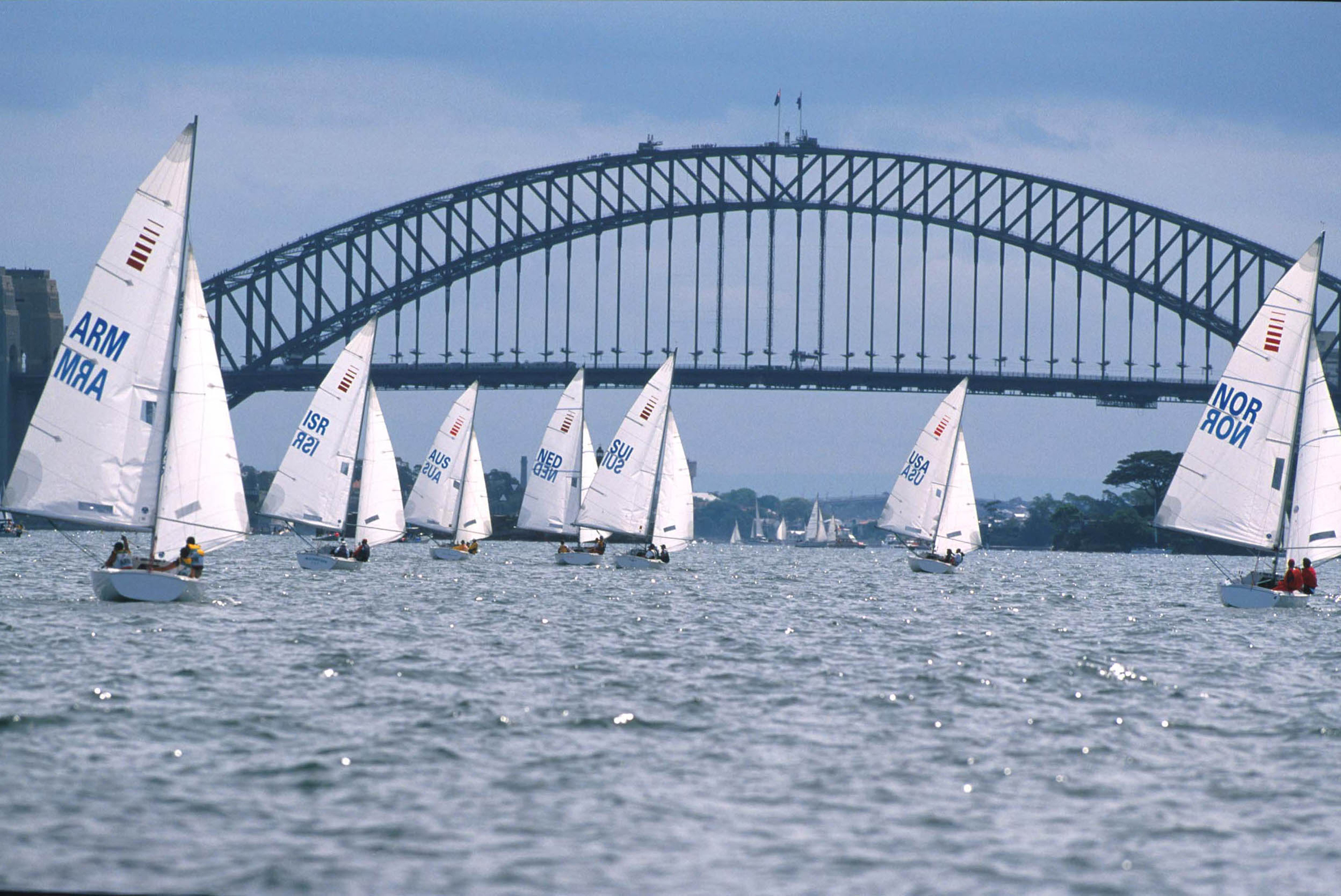
Paralympische Zeilwedstrijd bij de Harbour Bridge

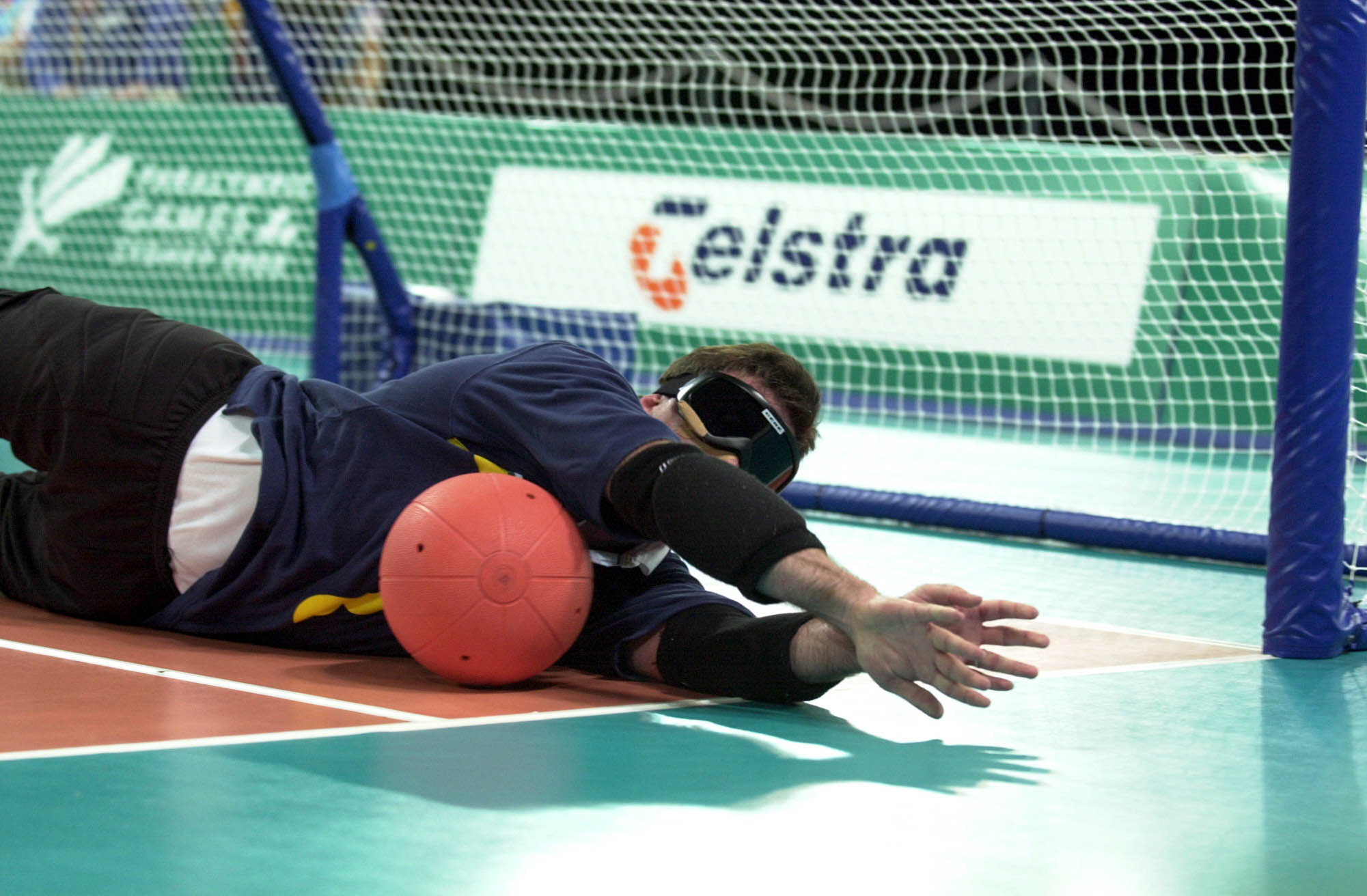
Goallbal tijdens de Spelen van 2000

De volgende Nationaal Paralympisch Comités werden tijdens de Spelen door een of meer sporters vertegenwoordigd: